# زمین‌لرزه ۳۳۶ ری-طالقان
در ۴ اسفند ۳۳۶ هجری خورشیدی برابر با ۲۳ فوریه ۹۵۸ میلادی، زمین‌لرزه سهمگینی در شمال ایران مرکزی رخ داد. بزرگای این زمین‌لرزه برابر با Ms=۷/۷ و مختصات رومرکزی آن۳۶N و۵۱٫۱E با شدت lo=X تخمین زده شده‌است. این زلزله تمام روستاهای سرزمین ری و طالقان را چه در دشت و چه در کوهستان ویران کرد. بیش‌تر ری به‌کلی نابود شد و تلفات سنگینی از هر دو منطقه گزارش شده‌است. در طالقان تنها ۳۰ تن باقی ماندند و در منطقه ری ۱۵۰ روستا ویران شد که یکی از روستاهای کوهستانی را زمین‌لغزه‌ها فرا پوشاند. کوهی در نزدیکی ری شکاف برداشت و آب از زمین به بیرون ریخت. در کوه‌های رویان درشمال ری، زمین‌لغزه‌های گسترده مسیر رودخانه را بست که آب آن پس نشست و دریاچه‌ای ساخت. آسیب‌ها درسوی شمال باختر به دیلمان و در جنوب به قم و کاشان گسترش یافت. زمین‌لرزه احتمالاً در اصفهان و نیز تا بغداد حس شده‌است. پس‌لرزه‌های آسیب‌رسان به مدت چهل روز ادامه داشت، و در سراسر منطقه شمال ایران مرکزی احساس می‌شد. ممکن است که این زمین‌لرزه با افت نامعمولی در تراز آب دریای خزر ارتباط داشته‌است، که به هر رو به نظر می‌رسد که آن افت پیش از زمین‌لرزه روی داده بوده‌است.